# Presentació de Google
Presentacions de Google (en anglès, Google Slides, anteriorment anomenat Google Presentations) és un programa de presentació inclòs com una part d'un paquet informàtic de programari gratuït basat en la web que ofereix Google dins del seu servei Google Drive. Presentacions de Google està disponible com a aplicació web, aplicació mòbil per a Android, iOS, Windows, BlackBerry US I com a aplicació d'escriptori en ChromeOS de Google. L'aplicació és compatible amb els formats d'arxiu de Microsoft PowerPoint.

## Història
El setembre de 2007, Google va publicar un programa de presentació per a G Suite, que es va originar a partir de l'adquisició de Tonic Systems per part de la companyia el 17 d'abril de 2007. El març de 2010, Google va adquirir DocVerse, una empresa de col·laboració de documents en línia que permetia la col·laboració en línia entre diversos usuaris en Microsoft PowerPoint i altres formats de documents compatibles amb Microsoft Office, com Word i Excel. Les millores basades en DocVerse es van anunciar i van implementar l'abril de 2010. El juny de 2012, Google va adquirir Quickoffice, una suite de productivitat patentada i gratuïta per a dispositius mòbils. L'octubre de 2012, es va llançar una aplicació per a Chrome, que va proporcionar accessos directes a presentacions en una nova pestanya de Chrome.

## Plataformes
Presentacions de Google permet als usuaris crear i editar presentacions en línia mentre col·laboren amb altres usuaris en temps real. L'usuari fa un seguiment de les edicions amb un historial de revisió que rastreja els canvis en la presentació. La posició de cada editor es ressalta amb un color/cursor específic de l'editor i el sistema regula el que els usuaris poden fer a través de diversos graus de permisos. Les actualitzacions han introduït funcions que utilitzen l'aprenentatge automàtic, incloent-hi la funció "Explorar", que ofereix dissenys i imatges suggerits per a presentacions i la funció "Elements d'acció", que permeten als usuaris assignar tasques a altres usuaris.
Presentacions de Google està disponible com una aplicació web compatible amb els navegadors web Google Chrome, Mozilla Firefox, Internet Explorer, Microsoft Edge i Apple Safari. Els usuaris poden accedir a les presentacions, així com a altres arxius, a través del lloc web de Google Drive. El juny de 2014, Google va treure a la llum una pàgina d'inici de lloc web dedicada per a Presentacions de Google que només contenia arxius creats amb el paquet de Google Drive. El 2014, Google va treure una aplicació mòbil dedicada a Presentacions de Google per als sistemes operatius mòbils Android i iOS. El 2015, el lloc web per a dispositius mòbils de Presentacions de Google es va actualitzar amb una interfície "més simple i uniforme" i, encara que els usuaris poden llegir arxius a través dels llocs web per a dispositius mòbils, els usuaris que intentin editar presentacions seran redirigits a l'aplicació mòbil, la qual cosa evitarà l'edició en la web portàtil.

## Característiques

### Edició

#### Historial de col·laboració i revisió
Presentacions de Google serveix com una eina col·laborativa per a l'edició cooperativa de presentacions en temps real. Les presentacions poden ser compartides, obertes i editades per múltiples usuaris simultàniament i els usuaris poden veure els canvis diapositiva per diapositiva i caràcter per caràcter a mesura que altres col·laboradors realitzen edicions. Els canvis es guarden automàticament en els servidors de Google i es guarda automàticament un historial de revisió i els usuaris tenen l'opció de tornar a les versions anteriors.
L'estat actual d'un editor es representa amb un color/cursor específic de l'editor, per la qual cosa si un altre editor està veient la mateixa diapositiva, pot veure les edicions a mesura que ocorren. També hi ha una funció de xat en la barra lateral, la qual, permet als col·laboradors discutir les edicions. L'historial de revisió permet als usuaris veure les addicions realitzades a un document, amb cada autor distingit per color. Només es poden comparar les revisions adjacents i els usuaris no poden controlar la freqüència amb la qual es guarden les revisions. Els arxius es poden exportar a la computadora local d'un usuari en una varietat de formats, inclosos HTML, jpg i PDF.

#### Explorar
El setembre del 2016, "Explori" proporciona una funcionalitat addicional al paquet de Google Drive a través de l'aprenentatge automàtic. A Presentacions de Google, la funció "Explorar" genera dinàmicament suggeriments de disseny basades en el contingut de cada diapositiva. La funció "Explorar" del paquet de Google Drive segueixen al llançament d'una eina de recerca més bàsica que es va introduir originalment en 2012.

#### Elements d'acció
L'octubre de 2016 Google va anunciar la incorporació de la funció "elements d'acció". Si un usuari escriu el nom d'una persona amb la qual es comparteix la presentació en un comentari, el servei assignarà intel·ligentment aquesta acció a la persona. Google afirma que això facilitarà que altres col·laboradors vegin qui és responsable de les tasques individuals. Quan un usuari visita Fulls de càlcul de Google o qualsevol de les altres aplicacions de Google Drive, qualsevol arxiu amb tasques assignades es ressaltarà amb una insígnia.

#### Complements
El març de 2014, Google va introduir complements que ofereix noves eines de desenvolupadors externs perquè agreguen més funcions a Presentacions de Google.

#### Edició sense connexió
Per a veure i editar presentacions sense connexió, els usuaris han d'utilitzar el navegador web Google Chrome. Una extensió de Chrome anomenat Documents de Google sense connexió, permet als usuaris habilitar el suport sense connexió per a arxius de les presentacions en el lloc web de Google Drive. Les aplicacions d'Android i iOS admeten de manera nativa l'edició sense connexió.

### Arxius

#### Límits i formats d'arxius admesos
Les presentacions es poden guardar com .ppt (si és més recent que Microsoft Office 95), .pptx, .pptm, .pps, .ppsx, .ppsm, .pot, .potx i .potm. Els arxius de presentació de Presentacions de Google són convertits al format .gslides i no poden pesar més de 100 MB. Les imatges inserides no poden pesar més de 50 MB i han d'estar en format .jpg, .png o .gif no animat.

### G Suite
L'aplicació és d'ús gratuït per a les persones, però també està disponible com a part del servei G Suite centrat en l'empresa de Google, que és una subscripció mensual que permet una funcionalitat addicional centrada per a les empreses.

### Altres funcions
Està disponible una senzilla eina de cerca i reemplaçament igual que els altres aplicacions de la G Suite de Google Drive. Presentacions de Google inclou una eina de portapapers web que permet als usuaris copiar i pegar contingut entre Presentacions i altres aplicacions de Google Drive. El portapapers web també es pot usar per a copiar i pegar contingut entre diferents computadores. Els elements copiats s'emmagatzemen en els servidors de Google fins per 30 dies. Per a la majoria dels portapapers, Presentacions de Google també admet dreceres de teclat, però alguns navegadors i plataformes, només et permetran usar dreceres de teclat.
Google ofereix una extensió per al navegador web Google Chrome anomenada Edició d'Office, que permet als usuaris veure i editar arxius de PowerPoint i altres documents de Microsoft Office en Google Chrome, a través de l'aplicació Fulls de càlcul. L'extensió es pot usar per a obrir arxius d'Office emmagatzemats en la computadora usant Chrome, així com per a obrir arxius d'Office que es troben en la web (en forma d'arxius adjunts de correu electrònic, resultats de cerca web, etc.) sense haver de descarregar-los. L'extensió està instal·lada en Chrome US De manera predeterminada.
Google Cloud Connect era un complement per a Microsoft Office 2003, 2007 i 2010 que podia emmagatzemar i sincronitzar automàticament qualsevol presentació de PowerPoint amb Documents de Google (abans del llançament de Google Drive) en els formats de Presentacions de Google o Microsoft PowerPoint. La còpia en línia s'actualitzava automàticament cada vegada que es desava el document de PowerPoint. Els documents de PowerPoint poden editar-se sense connexió i sincronitzar-se més tard quan estiguin en línia. Google Cloud Connect va mantenir versions de documents anteriors i va permetre que diversos usuaris col·laboressin treballant en el mateix document al mateix temps. Google Cloud Connect es va suspendre el 30 d'abril de 2013, ja que, segons Google, Google Drive aconsegueix totes les tasques anteriors, "amb millors resultats".